# Piruet (łyżwiarstwo)
| Oznaczenie wg ISU | Oznaczenie wg ISU   |
| Sp                | piruet              |
| CoSp              | kombinacja piruetów |
| ----------------- | ------------------- |

Piruety (ang. Spins, Sp) – to jeden z obowiązkowych elementów łyżwiarskich w konkurencjach solistów i solistek, par sportowych i tanecznych. Piruet polega na obrotach wokół jednej osi bez przemieszczania się po lodzie w czasie jego wykonywania. Jest wykonywany z trzymaniem lub bez trzymania części ciała. Istnieje wiele rodzajów piruetów, określanych przez: przyjmowane pozycje, czyli ułożenie rąk, nóg i tułowia, nogę łyżwiarską na której wykonywany jest piruet, wejście do piruetu.

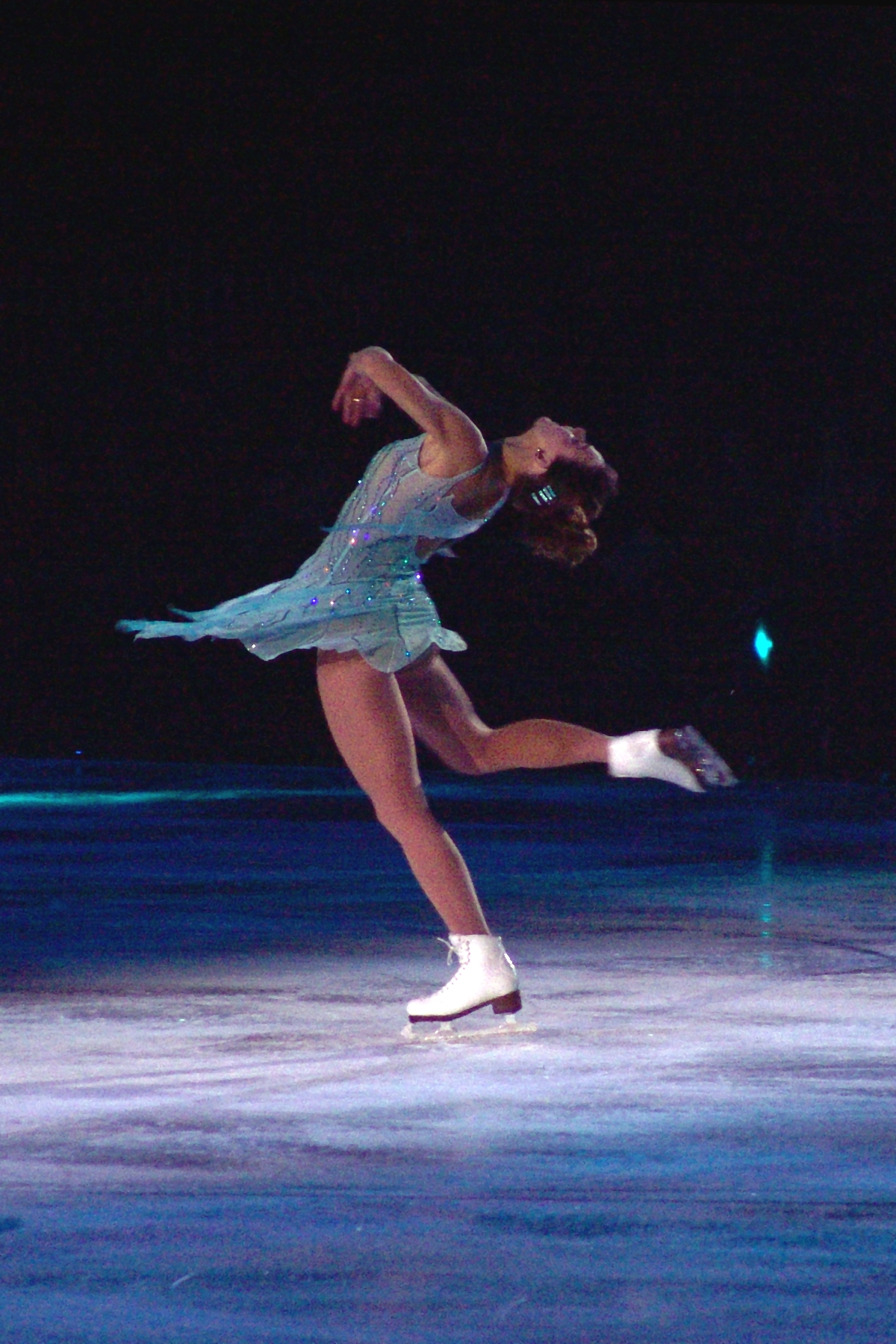
Piruet odchylany (Jekatierina Gordiejewa)

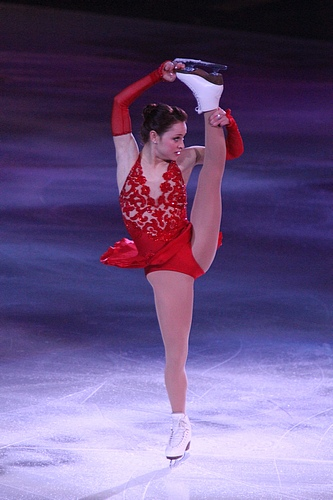
Piruet stany w pozycji Y (Sasha Cohen)

Piruety najczęściej są prezentowane w kombinacji piruetów (ang. Combination spins, CoSp), czyli piruecie w którym łyżwiarz może zmienić pozycję, nogę łyżwiarską, krawędź łyżwy w piruetach wykonywanych jeden po drugim. Liczba obrotów, pozycje w piruetach, które są obligatoryjne w danym programie, w danym sezonie, aby mogły podlegać ocenie, są ogłaszane w komunikatach Międzynarodowej Unii Łyżwiarskiej (ISU) i zależą m.in. od kategorii wiekowej łyżwiarzy.

## Podział piruetów ze względu na pozycję
Istnieją trzy podstawowe pozycje, które mogą mieć swoje odmiany, najczęściej są to te same lub podobne pozycje do tych przyjmowanych w spiralach. Istnieje pięć poziomów trudności wykonywanego piruetu od poziomu B do poziomu 4.
- Piruet stany (ang. Upright spin) – w tym m.in. Piruet Biellmann, Piruet odchylany (ang. Layback spin)
- Piruet siadany (ang. Sit spin)
- Piruet waga (ang. Camel spin)

## Podział piruetów ze względu na nogę łyżwiarską
Każdy piruet w dowolnej pozycji może być wykonywany na dowolnej nodze. Piruety ze zmianą nogi w kombinacji są lepiej punktowane przez sędziów i podwyższają trudność jego wykonania. Piruety we wszystkich pozycjach mogą być wykonywane solo bez zmiany nogi łyżwiarskiej.
Do piruetu można wejść z krawędzi łyżwy lub ze skoku. Skoki odpowiadają kolejno nazwom piruetów, czyli skok do piruetu siadanego itd.

## Piruety ze względu na kierunek
Nie chodzi tutaj o kierunek obrotu w osi, gdyż kierunek samego obrotu w piruecie zależy m.in. od tego która noga łyżwiarza jest silniejsza. Dla większości ludzi jest to noga lewa, a wszelkie obroty, ruchy itp. są dla nich wygodniejsze, gdy je wykonują przez lewe ramię (w kierunku przeciwnym do ruchu wskazówek zegara). W tym właśnie kierunku skacze i kręci piruety większość łyżwiarzy.
W przypadku łyżwiarzy, którzy wykonują piruet się w kierunku przeciwnym do ruchu wskazówek zegara (lewonożnych – częstszy wariant):
- Piruet w przód (ang. Forward spin) – na lewej nodze
- Piruet w tył (ang. Backward spin) – na prawej nodze

W przypadku łyżwiarzy, którzy wykonują piruet w kierunku zgodnym z ruchem wskazów zegara (prawonożnych):
- Piruet w przód (ang. Forward spin) – na prawej nodze
- Piruet w tył (ang. Backward spin) – na lewej nodze

W obu przypadkach, za trudniejszy i rzadziej wykonywany, uważa się piruet w tył.